# Zavet
Zavet (en búlgaro: Завет) es una ciudad de Bulgaria en la provincia de Razgrad.

## Geografía
Se encuentra a una altitud de 264 m s. n. m. a 374 km de la capital nacional, Sofía.

## Demografía
Según estimación 2012 contaba con una población de 3 045 habitantes.
|         | 2004  | 2005  | 2006  | 2007  | 2008  | 2009  | 2010  | 2011  |
| Mujeres | 1 769 | 1 740 | 1 721 | 1 703 | 1 695 | 1 673 | 1 654 | 1 513 |
| Varones | 1 806 | 1 783 | 1 784 | 1 749 | 1 741 | 1 698 | 1 662 | 1 498 |
| Total   | 3 575 | 3 523 | 3 505 | 3 452 | 3 436 | 3 371 | 3 316 | 3011  |